# Низами (фильм)
«Низами» (азерб. Nizami) — азербайджанский советский фильм режиссёра Эльдара Кулиева.

## Сюжет
Историко-биографический кинороман, посвященный великому поэту и философу-гуманисту Востока Низами Гянджеви, жившему на рубеже XII—XIII столетий.

## В ролях
- Муслим Магомаев — Низами (озвучил Вячеслав Тихонов)
- Гамида Омарова — Афаг
- Гасан Турабов — Музаффари
- Аладдин Аббасов — Хагани
- Гаджимурад Ягизаров — Гызыл Арслан
- Ахмед Салахов — Зейд
- Гюльнара Саялиева — Ране
- Шахмар Алекперов — Осман
- Гамлет Ханызаде — Абу Бакр
- Всеволод Якут — Мутаззил
- Расми Джабраилов — Заргар
- Мухтар Маниев — Гази
- Бахадур Алиев — пьяница
- Садых Гусейнов — Ата
- Эльданиз Расулов — братья-близнецы Махан и Башир

## Фестивали и награды
- В 1983 году в Ленинграде на XVI Всесоюзном кинофестивале режиссёр Эльдар Кулиев получил награду за фильм «Низами».[1]
- В 1984 году в Ташкенте на Всемирном кинофестивале стран Азии, Африки и Латинской Америки фильм получил диплом Союза писателей Узбекской ССР и диплом Совета Министров Узбекской ССР.